# 丁香杜鹃
丁香杜鹃（学名：Rhododendron farrerae）是杜鹃花科杜鹃花属的植物，又名华丽杜鹃（中国植物学会杂志）。其分布在台灣及中国大陆的广西、广东、湖南、江西、福建等地，生长于海拔800米至2,100米的地区，常生于山地密林中。日本學者川上瀧彌最早在1910年記錄丁香杜鵑分布於臺灣。